# Годовник (озеро)
Годовник — озеро в Лядской волости Плюсского района Псковской области на болоте Большой Мох в бассейне реки Крапивня (приток Яни).
Площадь — 0,21 км² (21,0 га). Максимальная глубина — 8,0 м, средняя глубина — 3,0 м.
На берегу озера населённых пунктов нет.
Тип озера был определён как окуневый, где водятся рыбы: окунь, щука, вьюн.
Для озера характерно: низкие заболоченные берега; дно илистое; есть родники; сплавины, коряги.